# Ičuveem
L'Ičuveem (in russo Ичувеем?) è un fiume dell'Estremo Oriente russo, tributario del Mar della Siberia Orientale. Scorre nel rajon Čaunskij del Circondario autonomo della Čukotka. 
Il nome è tradotto dalla lingua ciukcia Эчъувээм, e significa “fiume dai ricchi pascoli”.

## Descrizione
Il fiume ha origine dai  monti Ičuveemskij e scorre in direzione occidentale; sfocia nella parte orientale della baia del Čaun. La sua lunghezza è di 154 km, l'area del bacino è di 2 960 km². A 14 km dalla foce riceve dalla sinistra il suo maggior affluente, il Malyj Ičuveem (lungo 59 km).
Nel corso inferiore del fiume è stata istituita la riserva di caccia «Tyjukul'» con una superficie di duemila chilometri quadrati. Dal 1958 sono stati sviluppati i ricchi giacimenti auriferi alluvionali dell'Ičuveem e del suo bacino.